# دروگر لوبیا

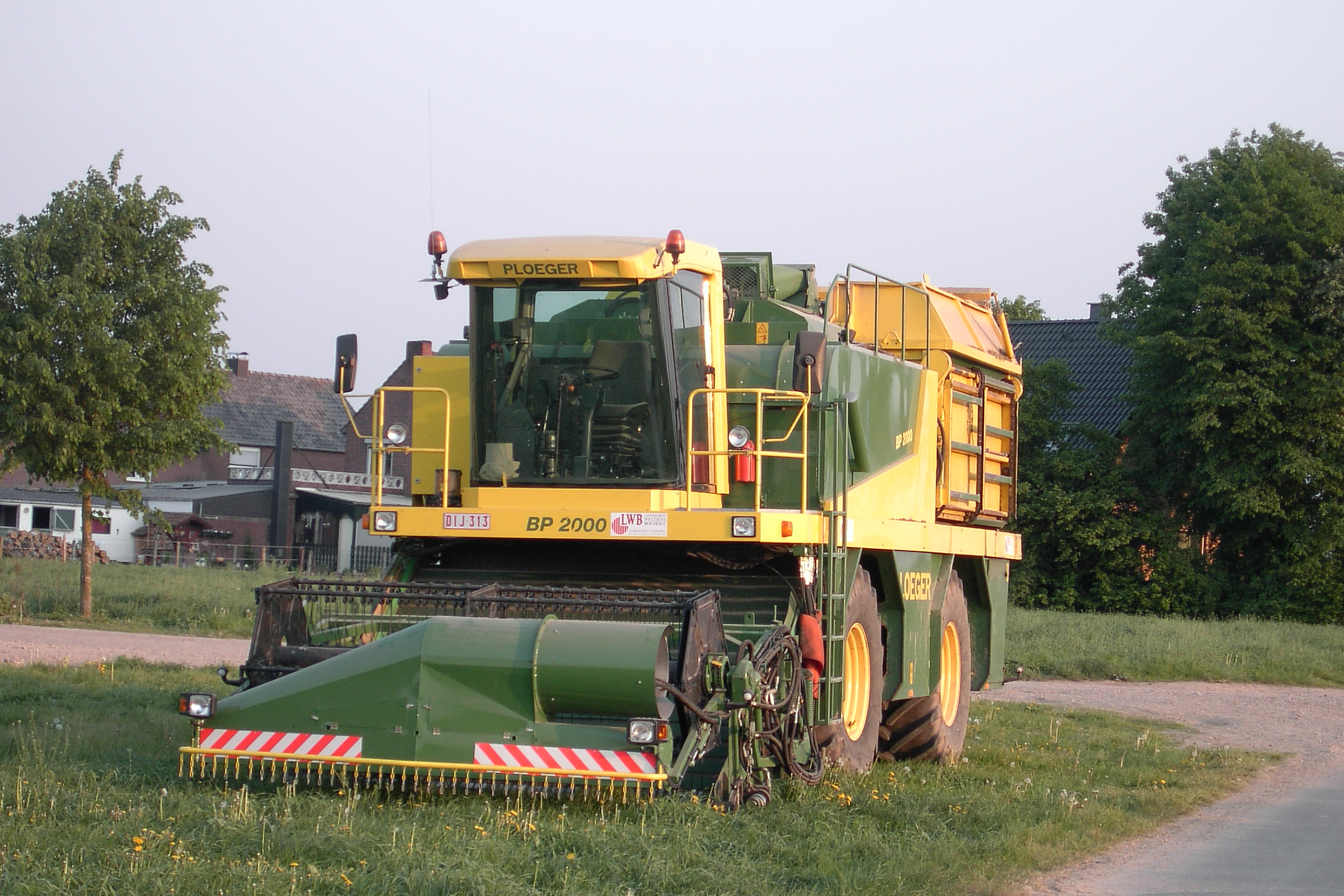
دروگر خودگردان لوبیا (کمباین) ساخت شرکت پلوگر

دروگر لوبیا، که همچنین به عنوان خرمن‌کوب لوبیا یا کمباین لوبیا شناخته می‌شود، یک دستگاه خرمن‌کوب یا کمباین است که لوبیا را برداشت می‌کند.